# Марокки, Джанкарло
Джанка́рло Маро́кки (итал. Giancarlo Marocchi; 4 июля 1965, Имола) — итальянский футболист, играл на позиции полузащитника.

## Карьера
Во время своей клубной карьеры он выступал за «Болонью» (1982—1988, 1996—2000 гг.) и «Ювентус» (1988——1996). Он сыграл 11 матчей за сборную Италии с 1988 по 1991 год, и был включен в заявку на Чемпионат Мира 1990 года. Италия заняла третье место. За 18 сезонов Марокки сыграл 500 матчей и 33 гола; 287 матчей он сыграл за «Болонью» (18 голов) и 213 за «Ювентус» (15 голов). В серии А Марокки сыграл 329 матчей и забил 20 голов.
Играя за «Ювентус» выиграл один «Скудетто», два Кубка Италии, одну Лигу чемпионов и два Кубка УЕФА.

## Достижения
- Чемпион Италии: 1994/95
- Обладатель Кубка Италии: 1989/90, 1994/95
- Обладатель Кубка УЕФА: 1989/1990, 1992/1993
- Обладатель Суперкубка Италии: 1995
- Обладатель Кубка Интертото: 1998
- Победитель Лиги чемпионов: 1995/96